# Eduard Reyer
Eduard Reyer (* 16. Mai 1849 in Salzburg; † 11. Juli 1914 in Jena) war – nach einem abgeschlossenen Jurastudium (Dr. jur. Innsbruck 1871) – ein österreichischer Geologe.
Eduard Reyer war, zusammen mit Constantin Nörrenberg, Initiator der Bücherhallenbewegung. Neben seiner geologischen Forschung war er Unterstützer des Wiener Volksbildungsvereins und gründete später den Verein Zentralbibliothek. Seine Studienreisen führten ihn in die USA und nach Großbritannien, hier lernte er die großen öffentlichen Bibliotheken (Public Libraries) kennen. Nach seiner Rückkehr verfasste er 1886 für das „Centralblatt für Bibliothekswesen“ einen Artikel über die amerikanischen Bibliotheken und wurde somit zum Vordenker der Bücherhallenbewegung. Im Jahr 1885 wurde er zum Mitglied der Leopoldina gewählt.
Im Jahr 1930 wurde in Wien-Döbling (19. Bezirk) die Eduard-Reyer-Gasse nach ihm benannt.

## Bibliothekarische Schriften
- Amerikanische Bibliotheken. In: Centralblatt für Bibliothekswesen, Jg. 3, 1886, S. 121–129 (Digitalisat).
- Entwicklung der Organisation der Volksbibliotheken, Leipzig: Engelmann 1893.
- Handbuch des Volksbildungswesens, Stuttgart: Cotta 1896.
- Fortschritte der volkstümlichen Bibliotheken, Leipzig: Engelmann 1903.
- Bildung und Staat, Volksbibliotheken, mit Dr. Himmelbaur u. a., Wien: Braumüller 1912